# Vellamo Planitia
La Vellamo Planitia è una struttura geologica della superficie di Venere.